# 蒙科尔内
蒙科尔内（法語：Montcornet，法語發音：[mɔ̃kɔʁnɛ]），法国北部市镇，位于上法兰西大区埃纳省，隶属于韦尔万区，其市镇面积为5.74平方公里，2022年1月1日时人口数量为1,224人，在法国城市中排名第8,187位。
蒙科尔内位于埃纳省东北部，于尔托河在此汇入塞尔河，多个方向的公路在此交汇。蒙科尔内因同名战役而闻名。

## 地名来源
“Montcornet”一名的来源及含义均尚有待考证。

## 历史

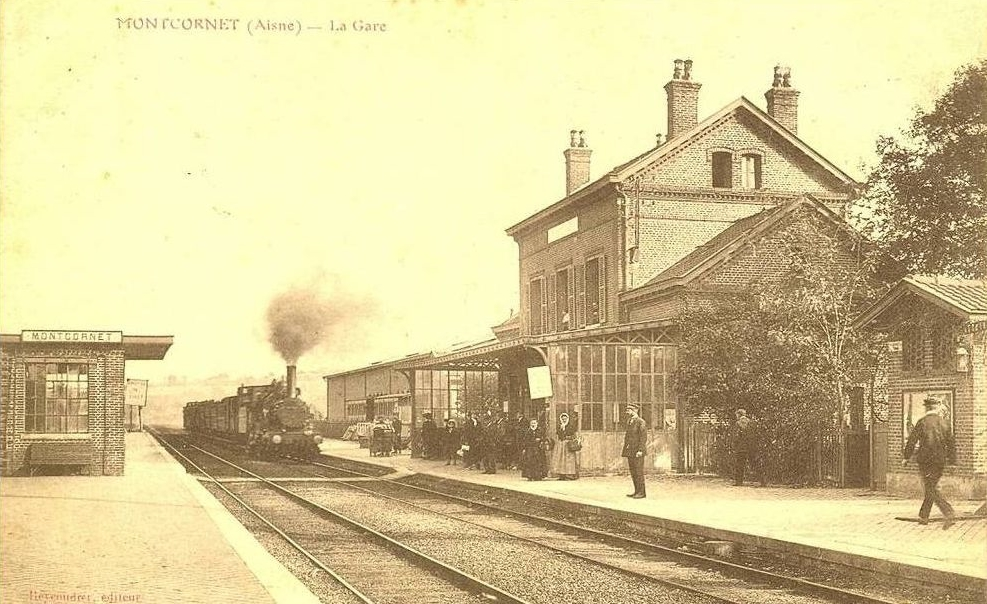
一战前的蒙科尔内火车站

蒙科尔内的早期历史尚不清楚，其所处区域历史上曾长期为香槟的一部分。根据当地官方网站的论述，蒙科尔内镇中心的圣马丁教堂始建于公元13世纪初，后多次加固。法国大革命后，蒙科尔内成为埃纳省的一个市镇。1838年，蒙科尔内境内开办了一所私立学校。1864年和1905年，蒙科尔内相继发生飓风，圣马丁教堂均遭到破坏。1907年，途径蒙科尔内的马尔勒—蒙科尔内铁路建成通车，后于20世纪中期关闭。第一次世界大战期间，蒙科尔内社会经济遭到严重破坏，当地学校被迫关闭。1940年5月，纳粹德军第10装甲师在蒙科尔内与戴高乐率领的军队发生战斗并获得成功，此后纳粹得以继续南下进入法国腹地。尽管法军在蒙科尔内战役中失败，但此战使得法军调整战略，避免正面冲突而造成更大的损失。战后当地定期举办纪念活动，并于2023年建成了一处纪念碑。
在行政区划方面，蒙科尔内在1800至2015年间为蒙科尔内县的县治。

## 地理

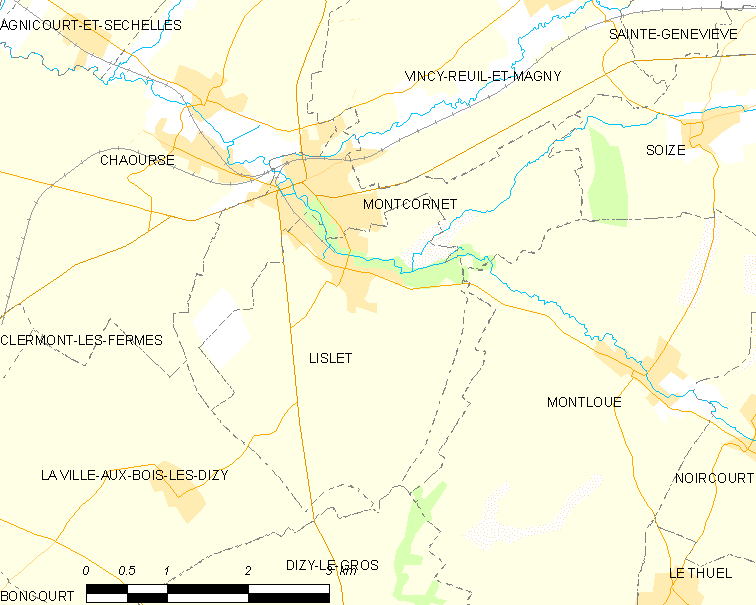
蒙科尔内市镇范围地图

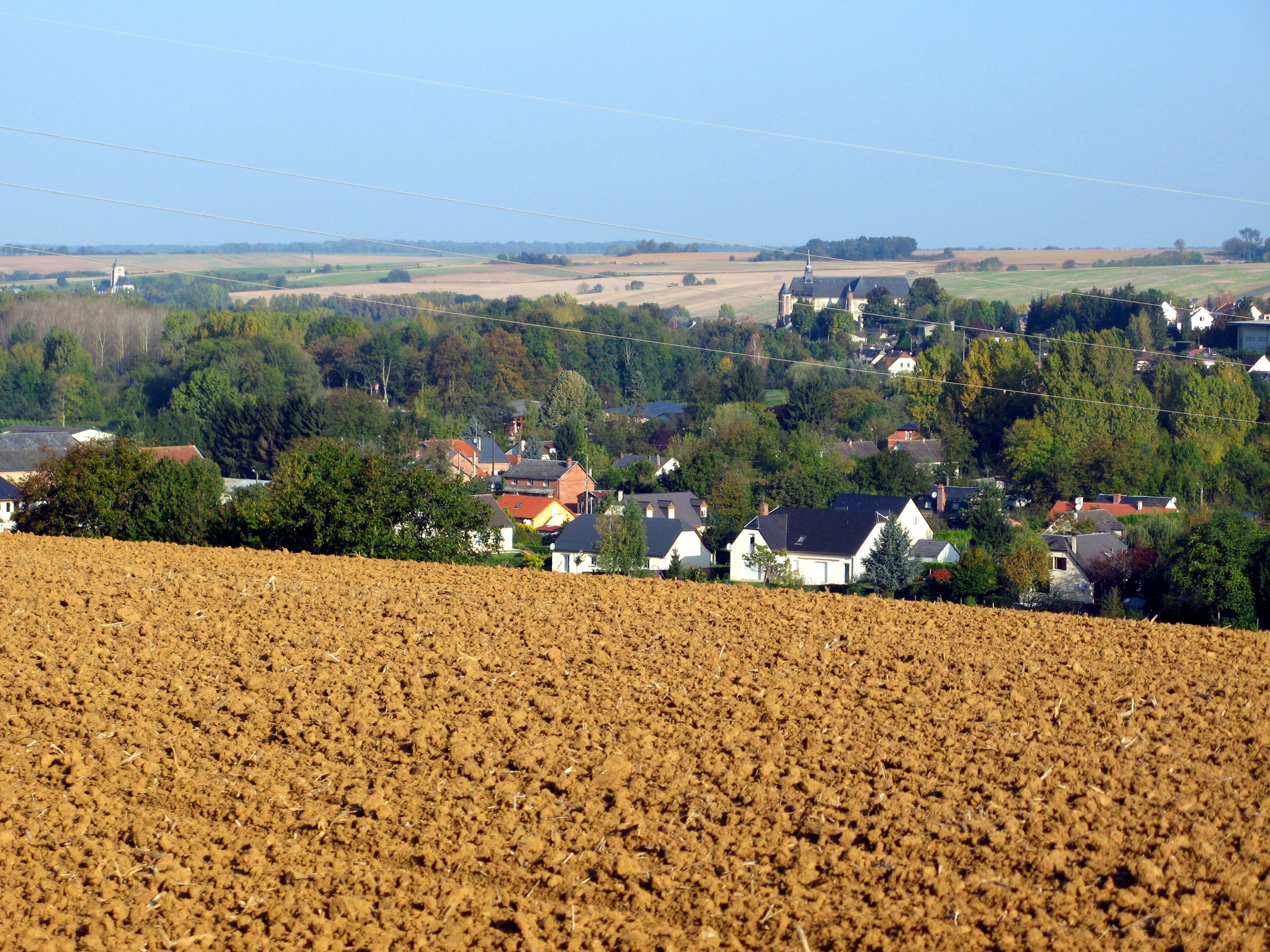
远眺蒙科尔内镇中心

蒙科尔内位于法国北部，上法兰西大区东部和埃纳省东北部，距离省会拉昂大约36公里。与蒙科尔内接壤的市镇包括：绍尔斯、万西-勒伊和马尼、拉维尔欧布瓦-莱迪济、苏瓦兹、利斯莱、迪济勒格罗和蒙卢埃。

### 地形
蒙科尔内位于蒂耶拉什南部，境内以平原和缓丘为主，市镇中心地势较为平坦，整体地势自河流向两侧缓慢抬升，全境海拔在108到177米之间。

### 水文
蒙科尔内位于塞尔河左岸，于尔托河自东南向西北流经蒙科尔内镇中心。

### 植被
蒙科尔内属于温带阔叶混交林区，林地多分布于河流附近。
在鲜花城市的评比中，蒙科尔内暂未被评级。

### 气候
蒙科尔内在柯本气候分类法中属于带有一定大陆性特征的温带海洋性气候（Cfb）。

## 行政区划
蒙科尔内的市镇编号为02502，邮政编号为02340。
在行政管理方面，蒙科尔内隶属于法国上法兰西大区埃纳省韦尔万区；在地方选举方面，蒙科尔内隶属于韦尔万县，其市镇范围全境被划入埃纳省第一选区；在社会管理方面，蒙科尔内是莱波尔特德拉蒂耶拉什市镇公共社区的组成部分。
截至2024年2月，蒙科尔内市镇范围内暂无任何城市敏感街区及城市政策优先街区。
法国国家统计与经济研究所（简称）在进行数据统计时，未将蒙科尔内划入城市核心区（Unité urbaine）、城市区（Aire urbaine）及城市辐射区（-。此外，还将蒙科尔内市镇整体看作一个“块区”（IRIS），以便于统计人口分布情况。

## 交通

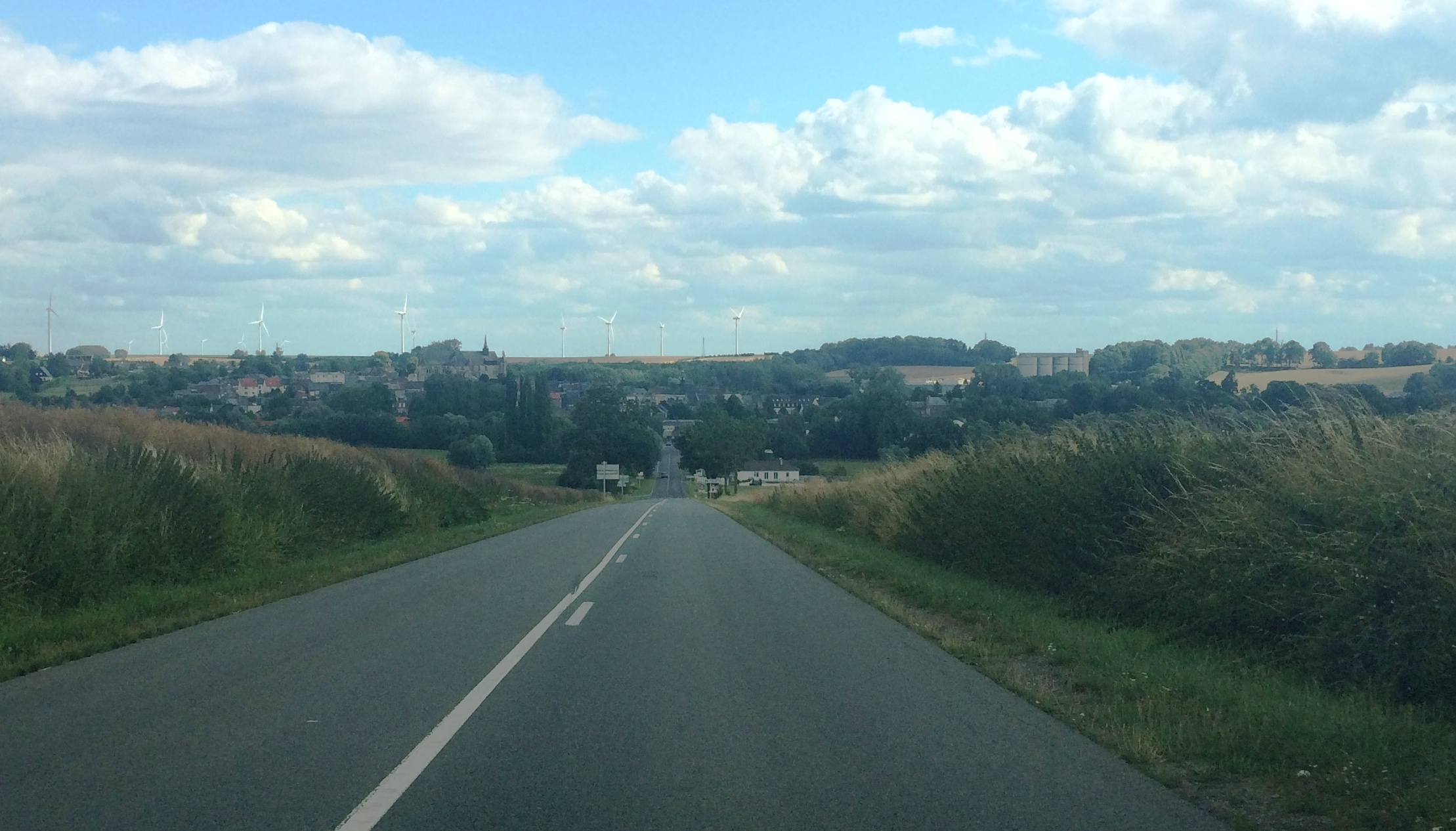
蒙科尔内附近的一条公路

### 公路
埃纳省省道D36线、D946线、D966线和D1110线在蒙科尔内境内交汇，另有省道D58线从市镇东北界过境。上法兰西大区下属的埃纳省城际客运501线、515线、524线、545线、546线和548线经停蒙科尔内，可通往拉昂、兰斯、圣康坦、马尔勒。
2020年，67.8%的蒙科尔内家庭拥有至少一辆私人汽车。2014年，蒙科尔内境内共发生各类交通事故2起，造成1人遇难，2人受伤，其中1人重伤。
| 13 | 34 |

| 拉昂 | 36 |

| 兰斯 | 53 |

| 塞尔河畔罗祖瓦 | 9 |

### 铁路
蒙科尔内为马尔勒—蒙科尔内铁路的终点，该铁路已于1959年废弃。
距离蒙科尔内最近的运营中的客运铁路车站为20公里外的塞尔河畔马尔勒站，该站停靠往返于拉昂和伊尔松一线的区域列车。

### 航空
蒙科尔内距离巴黎戴高乐机场和布鲁塞尔南部-沙勒罗瓦机场的公路里程分别大约149公里和114公里。

### 城市公共交通
截至2024年2月，蒙科尔内暂无城市公共交通系统。

## 政治

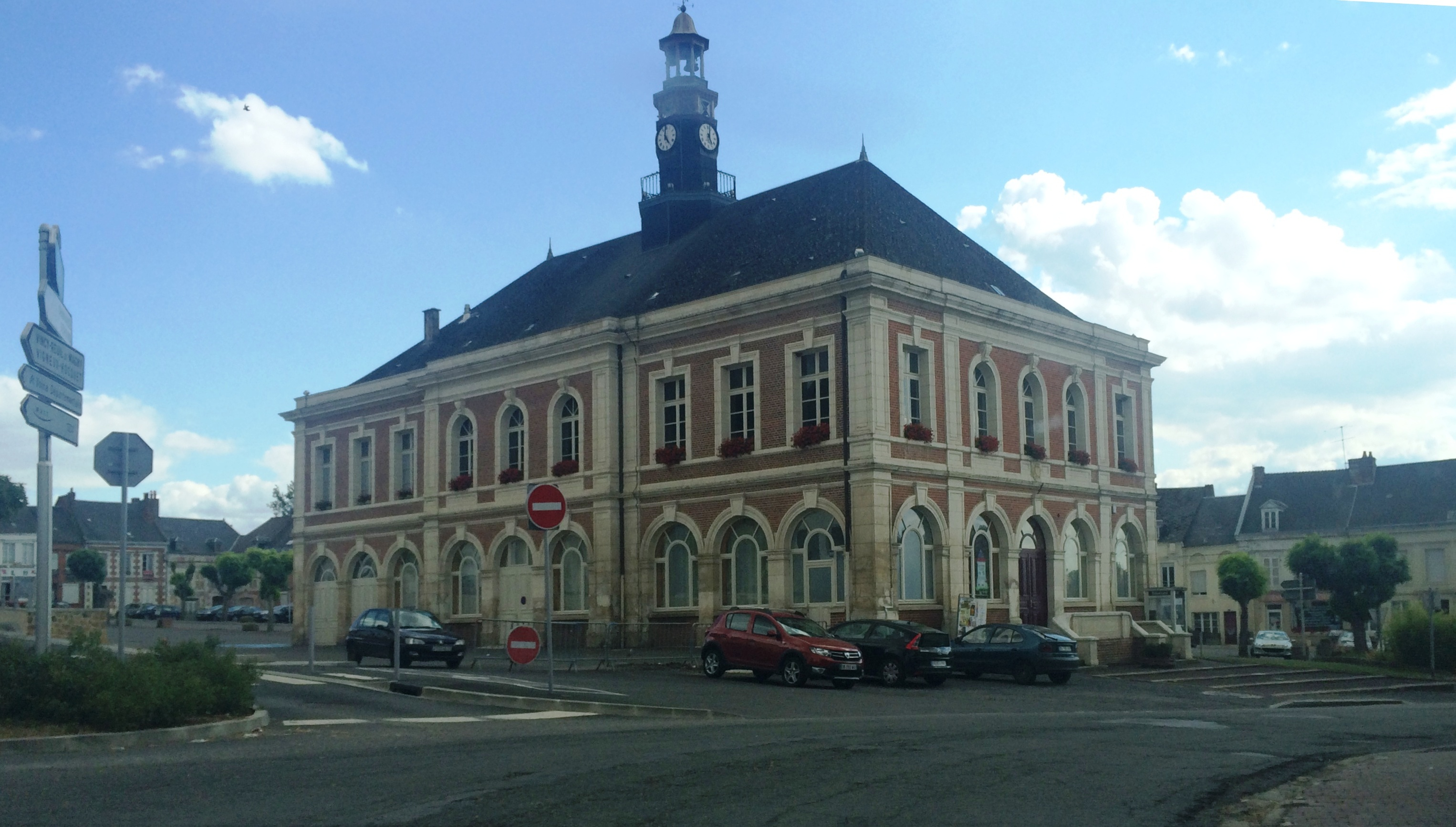
蒙科尔内市政厅

蒙科尔内的现任市长为托马·埃纳坎先生（Thomas HENNEQUIN），他是社会党的一名成员，在2020年的市政选举中获得了100.00%的支持率（无其他候选人）。
在2022年的法国总统大选的第二轮选举中，法国极右翼政党国民阵线主席玛丽娜·勒庞在蒙科尔内获得了65.25%的支持率。

## 人口
2021年，蒙科尔内市镇人口数量为1,257，在法国排名第8,187位。其中男性634人，女性657人，75岁及以上人口占8.2%，外籍人口数量为12人，人口密度为219人/平方公里，当地居民被称为（男性）或（女性）。2022年，蒙科尔内境内出生12人，死亡人口18人。
| 蒙科尔内1901年－2021年人口变化情况 |
|                                    |
| 数据来源：Cassini、INSEE           |

## 经济
截至2024年2月，蒙科尔内市镇范围内共有各类用人单位（包含自雇）161家，平均历史为23年，其中98.8%为中小型企业（PME），2023年12月至2024年2月间，当地的经济活力指数为0.84%。（农副产品批发销售）、（印刷）及（儿童照顾）是当地2021年营业额最高的三个企业，分别为14,068,340欧元、96,937欧元和75,875欧元。

## 财政与居民收入
2022年，蒙科尔内的财政收入总额为1,133,140欧元，财政支出总额为1,010,420欧元，当年的债务总额为498,510欧元。 2022年，蒙科尔内市镇通过增值税获得49,690欧元的收入，此外当地还共获得了139,960欧元的国家直接财政补助。
| 蒙科尔内居民收入情况                             | 蒙科尔内居民收入情况 | 蒙科尔内居民收入情况  | 蒙科尔内居民收入情况 |
| 内容                                             | 蒙科尔内             | 法国                  | 统计年份             |
| ------------------------------------------------ | -------------------- | --------------------- | -------------------- |
| 征税家庭总数                                     | 545                  | 1,081（法国市镇平均） | 2022年               |
| 居民平均月收入                                   | 1,497欧元            | 2,435欧元             | 2022年               |
| 高级职员人均月收入                               | 不详                 | 4,331欧元             | 2021年               |
| 中级职员人均月收入                               | 不详                 | 2,470欧元             | 2021年               |
| 普通职员人均月收入                               | 不详                 | 1,801欧元             | 2021年               |
| 贫困率                                           | 不详                 | 14.5%                 | 2020年               |
| 青壮年（15至64岁）失业率                         | 25.5%                | 7.4%                  | 2020年               |
| 征税家庭数量占比                                 | 26.1%                | 45.5%                 | 2020年               |
| 家庭年均纳税                                     | 2,322欧元            | 4,393欧元             | 2022年               |
| 资料来源：INSEE、L'Internaute、Le Journal du Net |                      |                       |                      |

## 社会事务

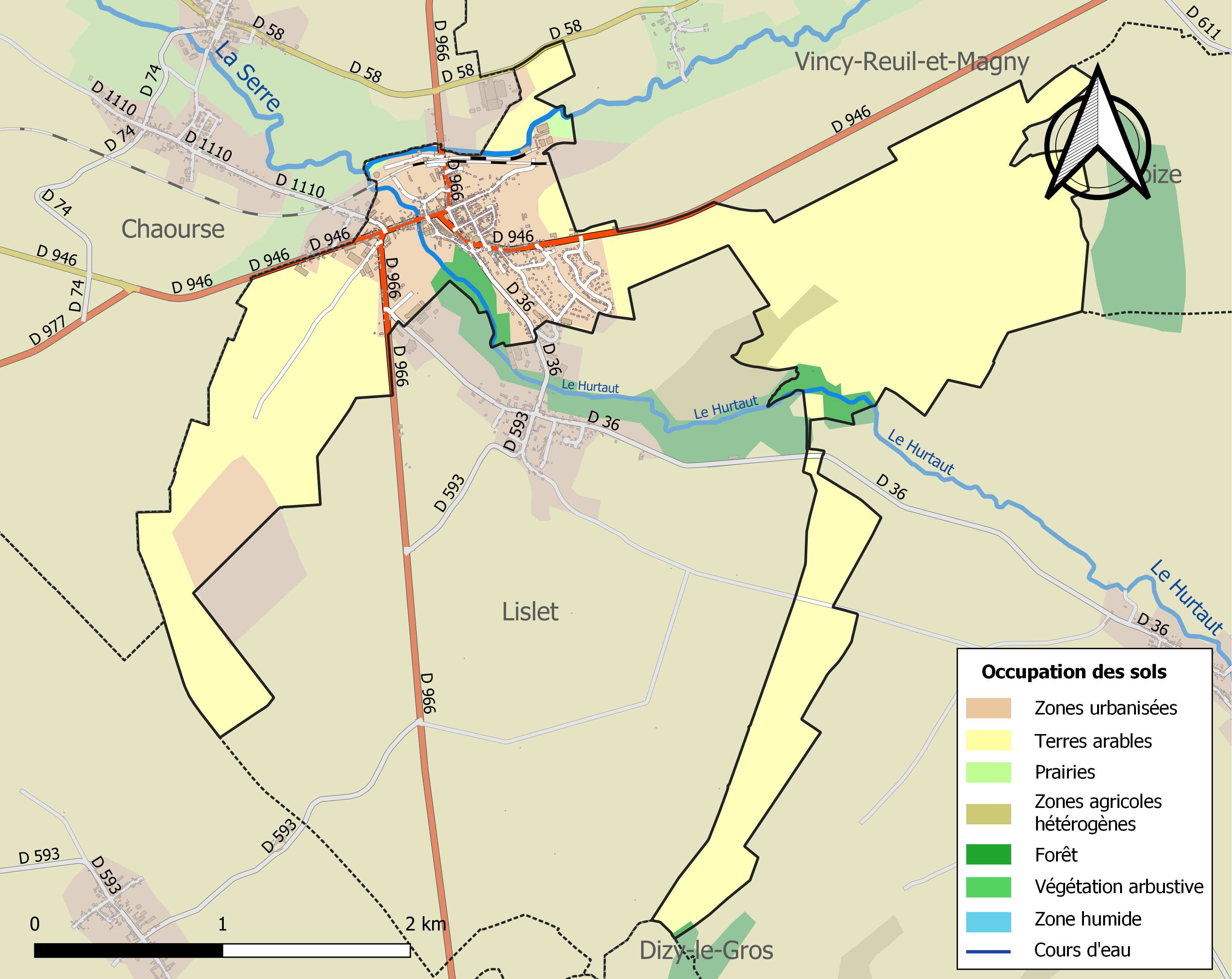
蒙科尔内土地利用情况地图

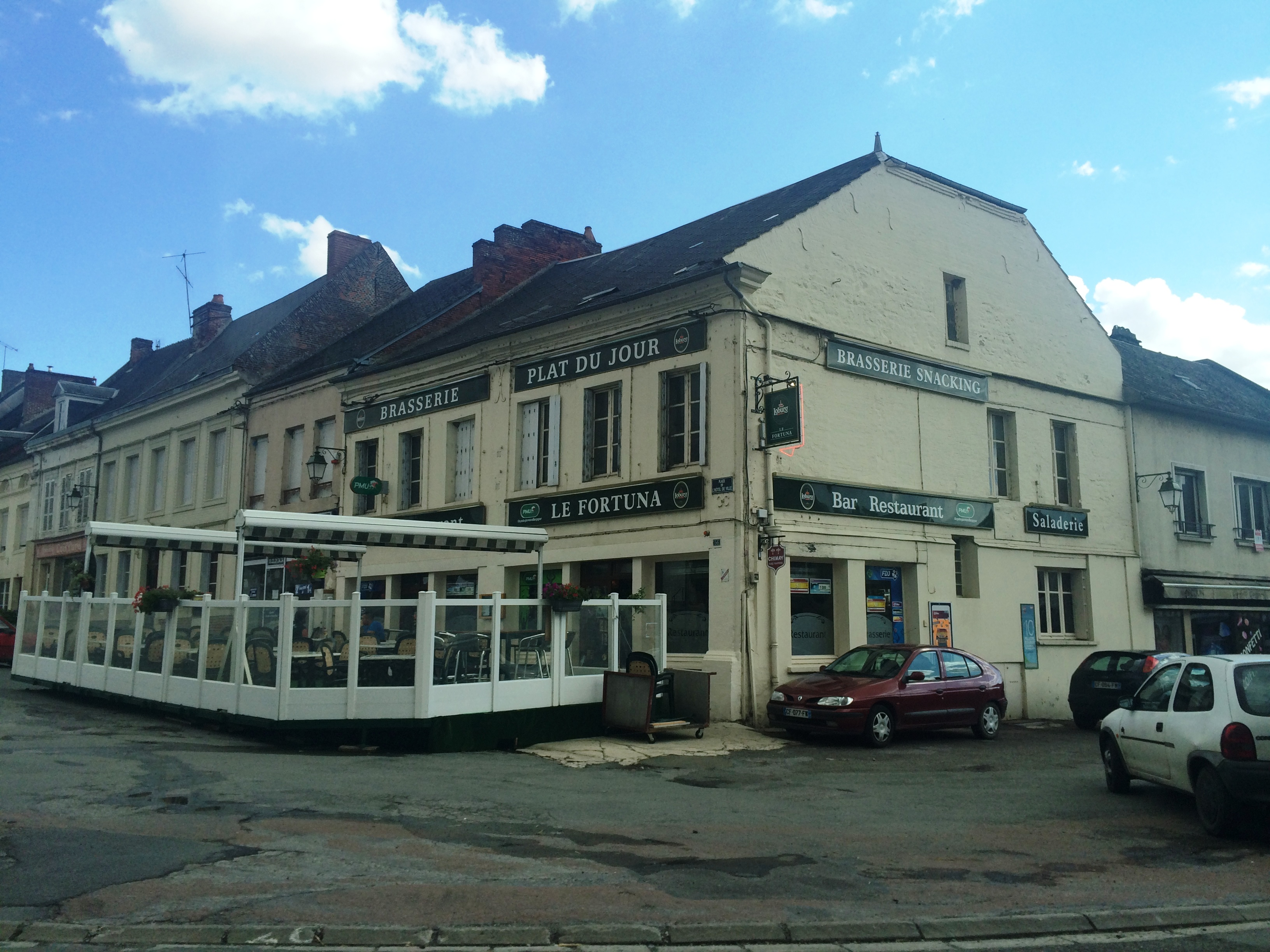
镇中心的一处餐厅

### 教育
蒙科尔内属于亚眠学区。截至2021年1月1日，蒙科尔内境内共有1所小学和1所初级中学。2021至2022学年度，蒙科尔内境内共有在校中等教育阶段学生203名。

### 医疗
截至2021年1月1日，蒙科尔内境内共有全科医生3名、保健师1名、牙医1名、护士7名和助产士1名。境内共有药房1家。
距离蒙科尔内最近的区域性医疗机构为韦尔万中心医院（Centre Hospitalier de Vervins），其主病区医院位于韦尔万，距离蒙科尔内市区的正常车程大约18分钟，该院设有床位138个。

### 住房
2020年，蒙科尔内境内共有各类住房686套，其中541为独立式住宅，20.8%为集中式住宅。常住房屋占蒙科尔内市镇范围内居民建筑总量的86.3%。
在住房保障政策方面，2022年，蒙科尔内境内共有158户家庭获得了住房经济补助，受益人数占总人口数量的12.6%，其中147份为房租补助。

### 商业
2021年，蒙科尔内境内共有各类实体商铺32家，其中餐厅3家、面包房3家、书店1家、银行门店3家、美容美发店3家、汽车维修店3家。与蒙科尔内相邻的利斯莱境内建有一家家乐福超市。

### 体育
2021年，蒙科尔内境内共有1间体育馆以及1处篮球或排球场。
截至2024年2月，蒙科尔内境内暂无任何注册足球俱乐部。蒙科尔内运动之星（Étoile Sportive de Montcornet，编号502719）是当地的代表性足球队，其注册地位于绍尔斯境内，其主队2023至2024赛季参加埃纳省足球联赛甲组（法国第九级别），其主场为市政球场（Stade Municipal）。

### 环境
蒙科尔内的环境事务由其所属的莱波尔特德拉蒂耶拉什市镇公共社区联合各级政府协调负责。2021年，蒙科尔内境内暂无污染企业。

### 治安
蒙科尔内及其附近的共126个市镇是韦尔万国家宪兵队（zone gendarmerie de Vervins）的管辖范围。2020年，该宪兵队累计记录各类案件2,156起，其中盗窃类案件1,034起，经济类案件249起，毒品交易类案件96起。

## 文化

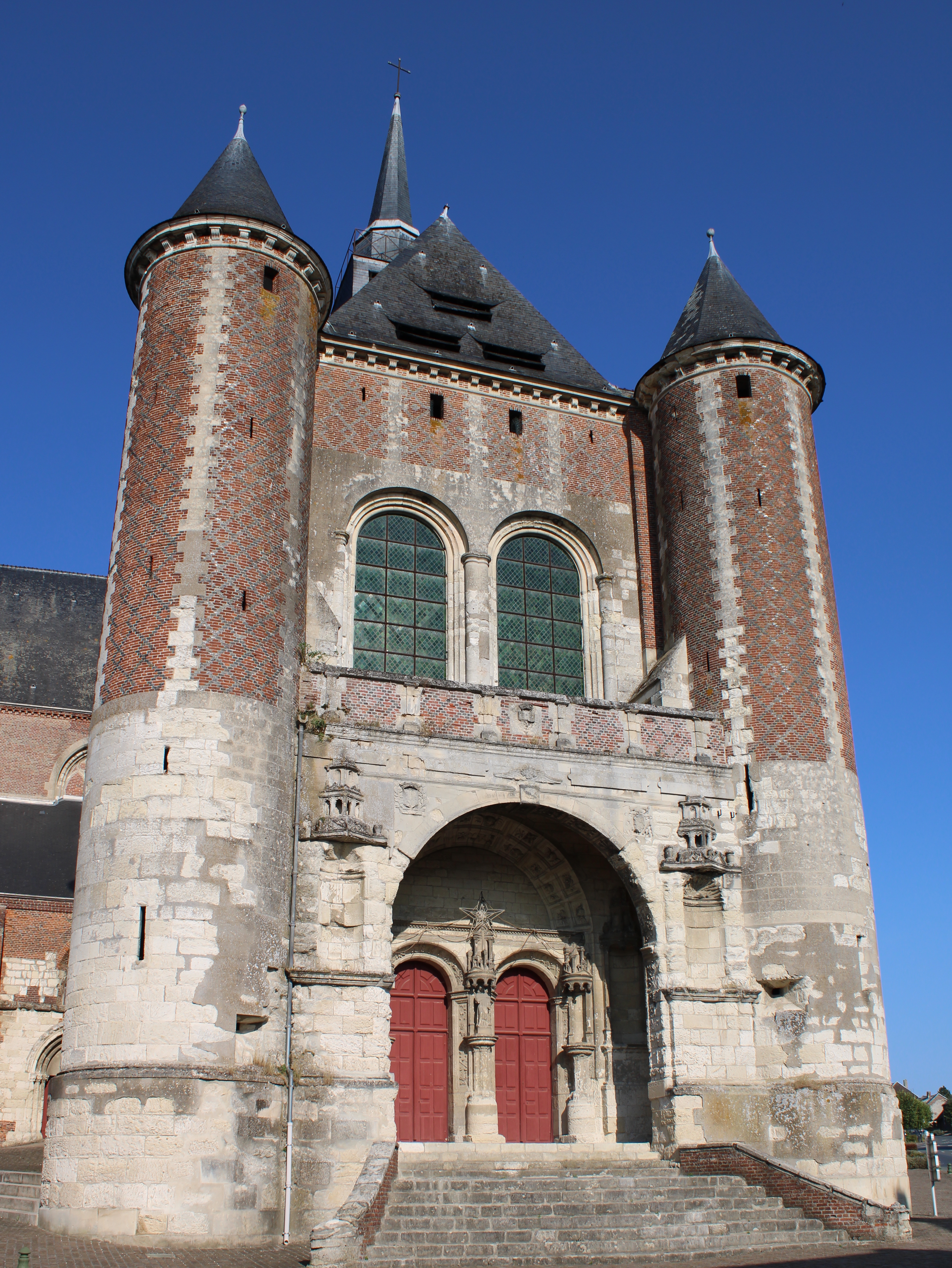
圣马丁教堂

2021年，蒙科尔内境内暂无任何文化设施。蒙科尔内境内建有市镇多媒体中心（Médiathèque communale），每周二至六向公众开放。

### 建筑
蒙科尔内境内有多处历史建筑，其中圣马丁教堂为法国国家文物保护单位。

### 旅游
蒙科尔内的旅游事务由其所属的莱波尔特德拉蒂耶拉什市镇公共社区联合各级政府协调负责。2023年，蒙科尔内境内暂无任何游客接待设施。

### 媒体
法国主要的媒体均可在蒙科尔内接收，法国电视三台下属的上法兰西大区频道在部分时段播出蒙科尔内所在埃纳省的地方新闻。蓝色法兰西皮卡第广播、香槟广播、《新埃纳报》等是当地主要的地方性媒体。

## 相关人物
法国植物学家阿尔贝·卡莱和革命家皮埃尔·奥维奈出生于蒙科尔内。

## 友好城市
截至2024年2月，蒙科尔内暂未建立任何友好城市关系。